# Natació en aigües obertes al Campionat del Món de natació de 2001
La competició de natació en aigües obertes al Campionat del Món de natació de 2001 es realitzà a les costes de la ciutat de Fukuoka (Japó).

## Proves
Es disputaren proves, en categoria masculina i femenina, de:
- 5 quilòmetres
- 10 quilòmetres (nova)
- 25 quilòmetres

En aquesta edició s'eliminà la prova mixta per equips de 5 i 25 quilòmetres.

## Resum de medalles

### Categoria masculina
| Event  | Or                        | Or      | Plata                     | Plata   | Bronze                 | Bronze  |
| 5 km.  | Luca Baldini (ITA)        | 55:37   | Yevgeny Bezruchenko (RUS) | 56:31   | Marco Formentini (ITA) | 56:42   |
| 10 km. | Yevgeny Bezruchenko (RUS) | 2:01:04 | Vladimir Dyatchin (RUS)   | 2:01:06 | Fabio Venturini (ITA)  | 2:01:11 |
| 25 km. | Yuri Kudinov (RUS)        | 5:25:32 | Stéphane Gomez (FRA)      | 5:26:00 | Stéphane Lecat (FRA)   | 5:26:36 |

### Categoria femenina
| Event  | Or                 | Or      | Plata                | Plata   | Bronze               | Bronze  |
| 5 km.  | Viola Valli (ITA)  | 1:00:23 | Peggy Büchse (GER)   | 1:00:49 | Hayley Lewis (AUS)   | 1:00:52 |
| 10 km. | Peggy Büchse (GER) | 2:17:32 | Irina Abíssova (RUS) | 2:17:47 | Edith van Dijk (NED) | 2:17:52 |
| 25 km. | Viola Valli (ITA)  | 5:56:51 | Edith van Dijk (NED) | 6:00:36 | Angela Maurer (GER)  | 6:06:19 |

## Medaller
| Pos.  | País          | Or | Plata | Bronze | Total |
| 1     | Itàlia        | 3  | 0     | 2      | 5     |
| 2     | Rússia        | 2  | 3     | 0      | 5     |
| 3     | Alemanya      | 1  | 1     | 1      | 3     |
| 4     | Països Baixos | 0  | 1     | 1      | 2     |
| 5     | França        | 0  | 1     | 1      | 2     |
| 6     | Austràlia     | 0  | 0     | 1      | 1     |
| Total | Total         | 6  | 6     | 6      | 18    |